# Sinaphodius sulawesiensis
Sinaphodius sulawesiensis är en skalbaggsart som beskrevs av Teruo Ochi och Masahiro Kon 2004. Sinaphodius sulawesiensis ingår i släktet Sinaphodius och familjen Aphodiidae. Inga underarter finns listade i Catalogue of Life.